# Бюск
Бюск — тонкие планки, изготовленные из жёсткого материала (металла, дерева или слоновой кости) вставляемые в корсеты и женское корсажное бельё для придания изделию определённой жесткой формы (с крючками). Разновидность бельевой фурнитуры. Раньше бюск изготавливался только из китового уса.
Бюскьерка — специально выстроченная пазуха, карман для вставки бюска.
Конструкция бюска, используемого в составе корсета, может быть намного сложнее, нежели просто пластинка или стержень. Так, именно на бюске могут крепиться крючки и застёжки.